# Barret-de-Lioure
Barret-de-Lioure är en kommun i departementet Drôme i regionen Auvergne-Rhône-Alpes i sydöstra Frankrike. Kommunen ligger i kantonen Séderon som tillhör arrondissementet Nyons. År 2022 hade Barret-de-Lioure 67 invånare.

## Befolkningsutveckling
Antalet invånare i kommunen Barret-de-Lioure
Referens:INSEE